# Maria Kliegel

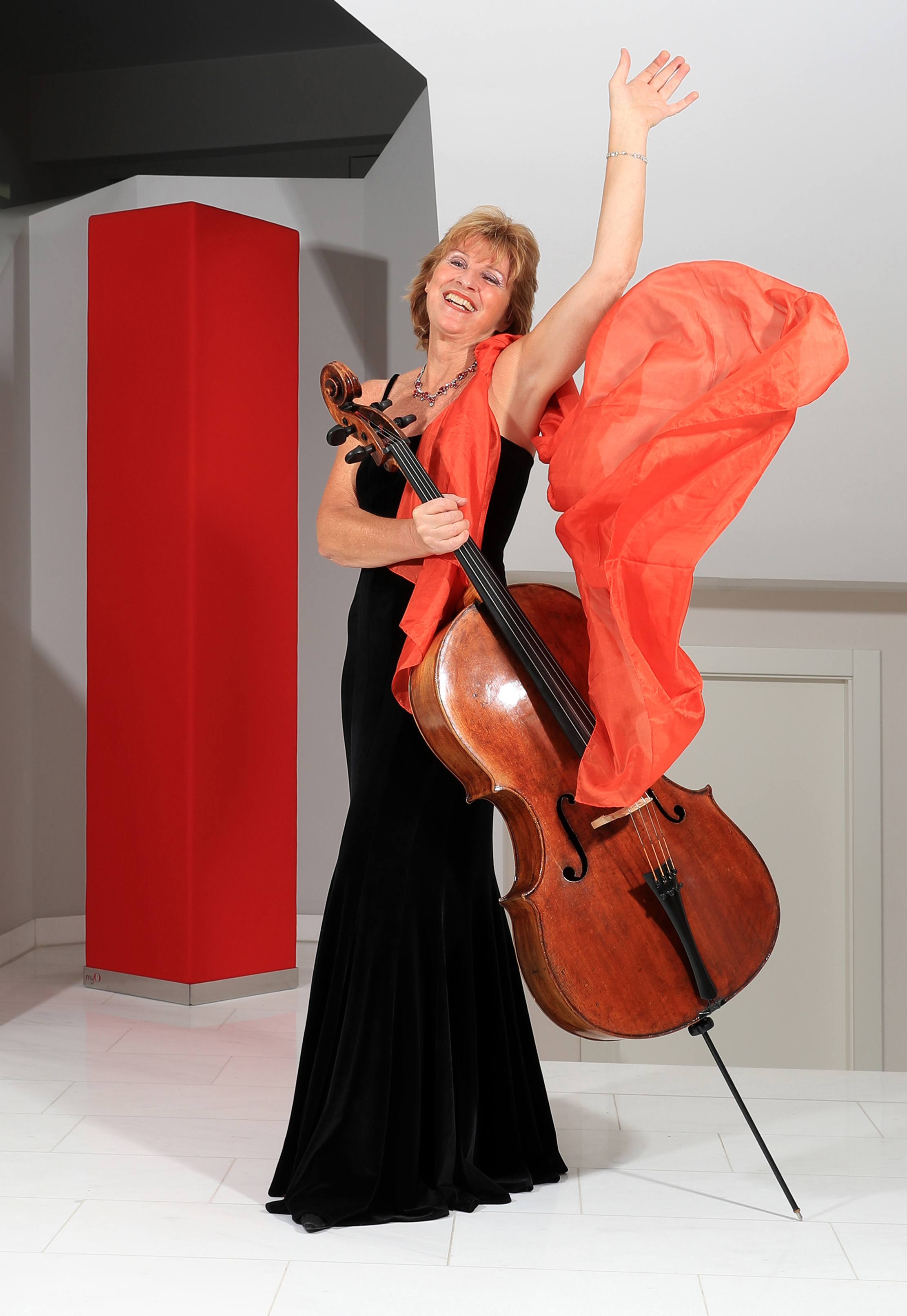
Maria Kliegel, 2020

Maria Kliegel (ur. 14 listopada 1952 w Dillenburgu) – niemiecka wiolonczelistka

## Życiorys
Po dwukrotnym zwycięstwie w ogólnoniemieckim konkursie Jugend Musiziert i ukończeniu szkoły średniej w rodzinnym mieście rozpoczęła studia u Alexandra Molzahna we Frankfurcie nad Menem, które następnie kontynuowała w klasie Jánosa Starkera na Indiana University w USA. Zdobyła pierwsze nagrody na międzynarodowych konkursach muzycznych, w tym American University Competition w Chicago, Deutscher Musikwettbewerb w Bonn, Aldo Parisot Competition w Brazylii, Concours Rostropovich w Paryżu. Mstisław Rostropowicz określił ją jako "najlepszą wiolonczelistkę, jaką słyszałem od czasów Jacqueline du Pré" nadając jej przydomek "La Cellissima". 

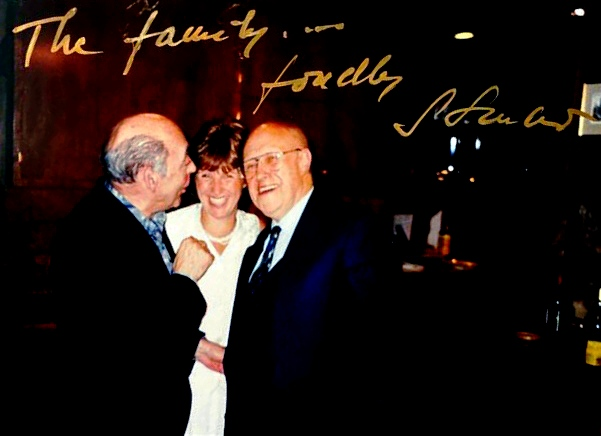
Maria Kliegel z Jánosem Starkerem i Mstisławem Rostropowiczem

Wśród osiągnięć M. Kliegel są m.in. światowe premiery i nagrania kompozycji Alfreda Schnittkego i Sofii Gubajduliny, a także Hommage à Nelson Mandela Wilhelma Kaisera-Lindemanna. W sprzedaży płyt z muzyką poważną znajduje się w światowej czołówce – jej dyskografia, która ukazała się nakładem wytwórni Naxos i sprzedała się w nakładzie ponad miliona egzemplarzy.

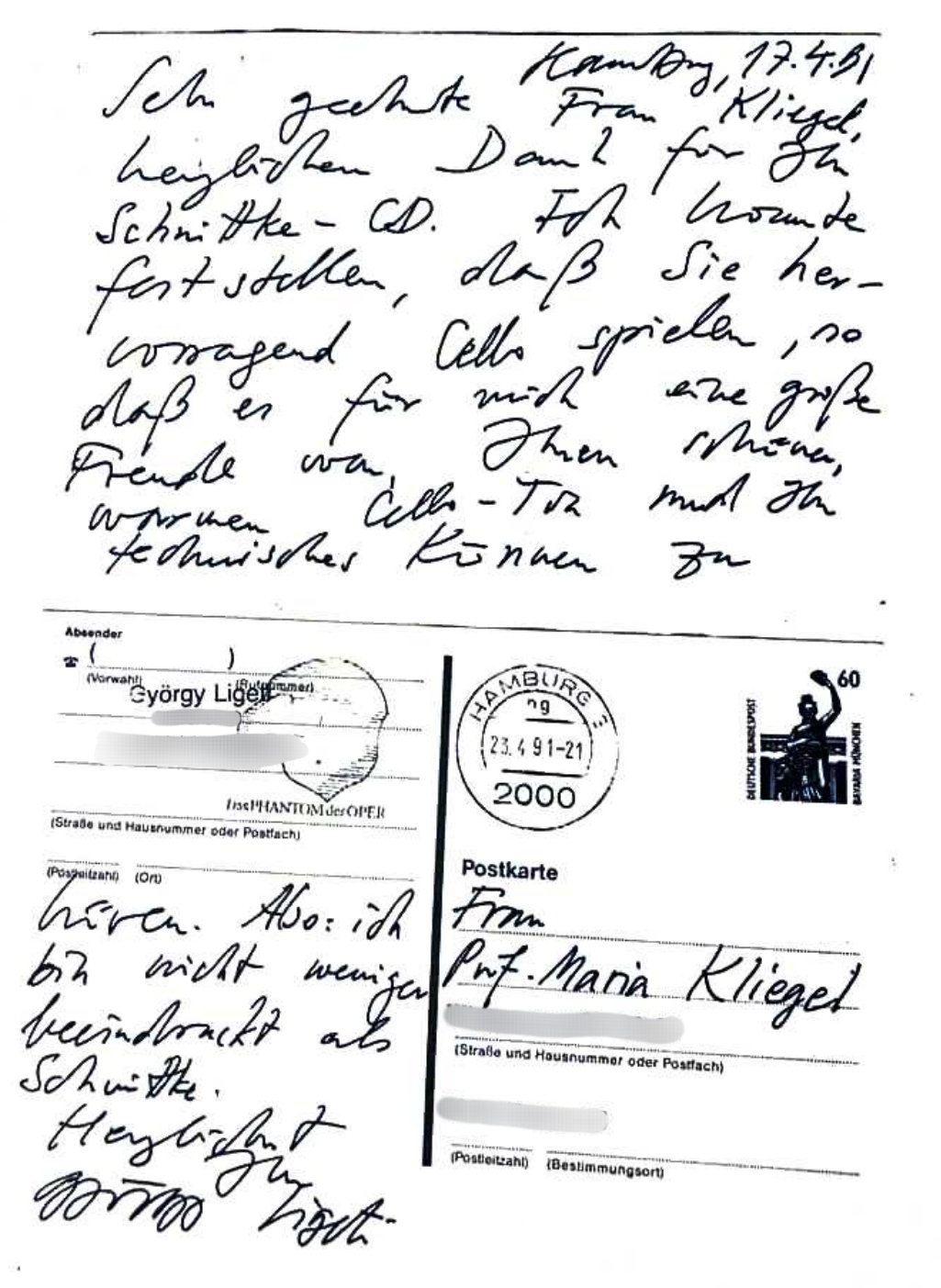
Pocztówka od György'ego Ligetiego do Marii Kliegel

W latach 1986–2023 roku Maria Kliegel prowadziła klasę mistrzowską w Hochschule für Musik und Tanz Köln w Kolonii. Była członkinią i przewodniczącą jury wielu konkursów, m.in. ARD i Markneukirchen. Współzałożyła powstałe w 2001 roku Xyrion Trio, z którym regularnie występowała i dokonywała nagrań, aż do jego rozwiązania w 2015 roku.
Kliegel grała na wiolonczeli Stradivari ex Gendron z 1693 roku, która była własnością francuskiego wiolonczelisty Maurice'a Gendrona. Później zaczęła używać wiolonczeli Carlo Tononiego (Wenecja, ok. 1730).
Maria Kliegel jest siostrą niemieckiego księdza Petera Kliegela działającego w Chile. Mieszka w Essen-Werden, gdzie od 2021 prowadzi comiesięczne autorskie kursy muzyczne o nazwie Cello-Forum La Cellissima.

## Maria Kliegel a Nelson Mandela

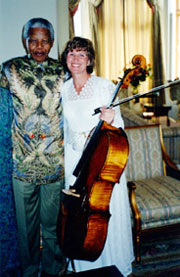
Maria Kliegel i Nelson Mandela w jego rezydencji

W 1995 roku, poruszona po lekturze autobiografii Nelsona Mandeli, Maria Kliegel postanowiła znaleźć drogę do złożenia mu hołdu poprzez muzykę poważną. Tak zrodził się pomysł stworzenia utworu Hommage à Nelson M. na wiolonczelę i perkusję. Dzięki połączeniu tych instrumentów Maria Kliegel chciała zbudować muzyczny pomost między europejską tradycją muzyczną a natywnym poczuciem rytmu czarnej ludności RPA. Po skontaktowaniu się z kompozytorem Wilhelmem Kaiser-Lindemannem i przedstawieniem mu tej idei, znalazła w nim sprzymierzeńca. Celem ich obojga stało się doprowadzenie do premiery utworu w RPA z Mandelą jako gościem honorowym. 
Dzięki przyjaźni z ówczesnym prezydentem Nadrenii Północnej-Westfalii i późniejszym prezydentem Niemiec Johannesem Rau, udało jej się przekazać list do Mandeli podczas jego wizyty państwowej w Niemczech, informując go o powstałym pomyśle. W 1999 otrzymała Order Zasługi Nadrenii Północnej-Westfalii.
Ponieważ plany koncertowe w RPA nie mogły zostać skonkretyzowane, a artystka chciała jak najszybciej wysłać kompozycję jako przesłanie do świata, premiera odbyła się w grudniu 1996 r. przed bardzo poruszoną publicznością w Tonhalle w Düsseldorfie. 
W 1997 r. Maria Kliegel otrzymała zaproszenie na koncert 24 września, w Dniu Dziedzictwa Republiki Południowej Afryki, w Nico Theatre w Kapsztadzie. Nelson Mandela, ówczesny prezydent RPA, jako gość honorowy miał zasiąść w pierwszym rzędzie. Niestety, na dzień przed koncertem Mandela ostatecznie odwołał swoje przybycie z powodu innych obowiązków prezydenckich. Zadbał jednak o to, aby na koncercie, jako jego reprezentant, znalazł się najbardziej zaufany przyjaciel Mandeli, Govan Mbeki, ojciec kolejnego prezydenta RPA Thabo Mbekiego. Ten ostatni, mający wówczas już 85 lat, wrócił za kulisy po występie, wyraźnie poruszony, i zaprosił Marię Kliegel do odwiedzenia go w parlamencie następnego dnia zapewniając, że opowie swojemu przyjacielowi Nelsonowi wszystko ze szczegółami.

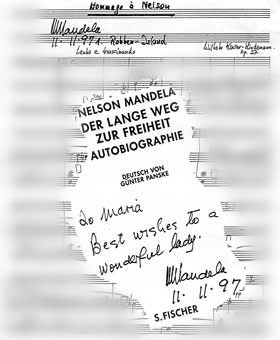
Autograf Nelsona Mandeli dla Marii Kliegel na stronie tytułowej jego autobiografii oraz utworu Hommage à Nelson M. Wilhelma Kaiser-Lindemanna

Po powrocie do Niemiec, kilka tygodni później Maria Kliegel otrzymała zaproszenie od prezydenta Mandeli, by odwiedzić go w jego rezydencji w Kapsztadzie. I tak, ostatecznie, 11 listopada 1997 roku doszło do spotkania, podczas którego Maria Kliegel wykonała prywatny solowy koncert w domu Nelsona Mandeli. Na koniec spotkania artystka wręczyła mu w prezencie krzew róży, ponieważ, jak wyczytała w jego autobiografii, kochał rośliny i od dzieciństwa zawsze sadził małe lub duże ogrody, gdy tylko miał ku temu okazję – nawet w więzieniu. Ponownie wyciągnął do mnie rękę w podziękowaniu, a następnie powiedział: „Będę pielęgnował tę różę przez wiele lat, zawsze będzie to szczególna więź między nami”.
W 1999 roku, nakładem wydawnictwa Naxos, ukazała się płyta z nagraniem Hommage à Nelson M. w wykonaniu Marii Kliegel oraz perkusisty Stephana Froleyksa, z której część dochodu ze sprzedaży została przekazana na rzecz Nelson Mandela Children's Fund. 